# Lauren Hansen
Lauren Hansen (ur. 25 lutego 2001 w Setauket) – amerykańska koszykarka grająca na pozycjach rzucającego obrońcy i rozgrywającej. 
W sezonie 2024/2025 była zawodniczką polskiego klubu Basket Ligi Kobiet – AZS AJP Gorzów Wielkopolski.